# Agenioideus nigricornis
Agenioideus nigricornis é uma espécie de vespa encontrada na Austrália. É parasita da aranha venenosa Latrodectus hasseltii. A vespa possui um ferrão que consegue incapacitar a aranha-das-costas-vermelhas, a partir dai leva ela para o ninho botando seus ovos em cima, ainda viva. Após os ovos eclodirem são devorados pelas larvas da vespa.